# 雷丁 (印第安納州)
雷丁（英語：Redding）是位於美國印地安納州勞倫斯縣的一個非建制地區。該地的面積和人口皆未知。